# وادی العیون
وادی العیون (به عربی: وادی العیون) یک منطقهٔ مسکونی در سوریه است که در شهرستان مصیاف واقع شده‌است.

## خصوصیات
وادی العیون ۳٬۳۷۱ نفر جمعیت دارد.